# Niels van den Berge
Cornelis Niels (Niels) van den Berge (Bad Honnef, 28 december 1984) is een Nederlands voormalig politicus namens GroenLinks. Van 5 juni 2019 tot 31 maart 2021 was hij lid van de Tweede Kamer.

## Jeugd
Van den Berge groeide op in Tholen. Zijn vader is fruitteler. Hij volgde het gymnasium aan Juvenaat in Bergen op Zoom. Tijdens zijn middelbareschooltijd werd Van den Berge politiek actief. Hij deed mee aan het Nationaal Jeugddebat en het World School Debating Championship. Hij was sinds zijn twaalfde lid van DWARS, de GroenLinkse jongerenorganisatie.
Tussen 2003 en 2005 was Van den Berge lid van de Jongerenfractie van DWARS waar hij optrad als woordvoerder milieu en inrichting. Als zodanig schreef hij mee aan het Pepermanifest van DWARS, ROOD, jong in de SP en Jonge Socialisten, de jongerenorganisatie van de PvdA, dat opriep tot meer samenwerking tussen GroenLinks, PvdA en de SP. Ook was hij actief in het Jongeren Milieu Actief, de jongerenorganisatie van Milieudefensie. In 2006 kraakte Van den Berge met de actiegroep "Opvang Nu!" een appartementencomplex in Wageningen voor opvang van uitgeprocedeerde asielzoekers. In de zomer van 2008 werkte hij een maand als docent in een Palestijns vluchtelingenkamp. Hij studeerde rechten aan de Radboud Universiteit en bos- en natuurbeheer aan de Universiteit Wageningen. Ook was hij actief lid van studentenvereniging SSR-W.

## Politieke loopbaan
In 2006 stond Van den Berge op de vijfde plaats van de GroenLinks-lijst in Wageningen en was hij daar campagneleider. GroenLinks haalde 4 zetels en Van den Berge kwam 17 stemmen te kort om met voorkeurstemmen gekozen te worden. Van den Berge werd daarop duo-raadslid. Tussen 2007 en 2009 was hij beleidsmedewerker milieu en transport bij GroenLinks in het Europees Parlement. In 2009 was Van den Berge kandidaat-lijsttrekker van GroenLinks voor het Europees Parlement. Hij legde het af tegen Judith Sargentini, maar werd wel op nummer vier van de lijst geplaatst. In de verkiezingen haalde GroenLinks drie zetels.
Van den Berge was sinds 2009 beleidsmedewerker klimaat en energie, Europa en internet van de Tweede Kamerfractie van GroenLinks.
Bij de Tweede Kamerverkiezingen van 2010 stond Van den Berge op plaats 12 van de lijst van GroenLinks. Tijdens de campagne trok hij met een tractortour door Nederland "op zoek naar de boeren van de toekomst". GroenLinks haalde 10 zetels. Toen Mariko Peters op zwangerschapsverlof was en Femke Halsema uit de politiek vertrok, werd Van den Berge op 12 januari 2011 geïnstalleerd als tijdelijke vervanger van Peters. Op 11 maart 2011 vertrok Van den Berge uit de Kamer na de terugkomst van Peters.
Bij de Tweede Kamerverkiezingen van 2012 stond Van den Berge op plaats 8 van de lijst van GroenLinks. Dit was echter niet genoeg voor een zetel.
Bij de Tweede Kamerverkiezingen van 2017 stond Van den Berge op plaats 18 van de lijst van GroenLinks, wat wederom niet voldoende was om rechtstreeks gekozen te worden. Op 5 juni 2019 werd Van den Berge alsnog geïnstalleerd als lid van de Tweede Kamer na het aftreden van Zihni Özdil. Na de verkiezingen van maart 2021 keerde hij niet weer terug.